# Рейне (Норвегия)
Рейне (норв. Reine) — населённый пункт в фюльке Нурланн, Лофотенские острова, Норвегия. Административный центр коммуны Москенес.
В Рейне проживает 342 человека (на 2005 год). С 1743 года является важным центром торговли. Несмотря на удаленное местоположение,  активно развивается туризм: Рейне и его окрестности посещают тысячи туристов.
Через этот населённый пункт проходит европейский маршрут E10.